# Poulsbo (Washington)
Poulsbo je grad u američkoj saveznoj državi Washington. Prema popisu stanovništva iz 2010. u njemu je živjelo 9.200 stanovnika.